# Martin Niemöller
Martin Niemöller (Lippstadt, 14 januari 1892 - Wiesbaden, 6 maart 1984) was een Duits militair, luthers theoloog en verzetsstrijder.

## Levensloop
Als jongeman vervulde hij zijn dienstplicht bij de marine. Hij werd uiteindelijk commandant van een duikboot en nam als zodanig aan de Eerste Wereldoorlog deel.
In 1919 ging Niemöller theologie studeren en werd predikant. Adolf Hitler kwam op 30 januari 1933 aan de macht. Niemöller was hier aanvankelijk wel blij mee als aanhanger van de NSDAP (Nationalsozialistische Deutsche Arbeiterpartei). Langzaam kwam hij erachter dat de ideeën van de nazi's niet waren zoals hij had gedacht en dat de nazi's niet de grote gemeenschapsstichters waren zoals ze zich voordeden.
De Arierparagraph was doorslaggevend voor hem. Hierin stond dat iedereen die van niet-arische afkomst was of was getrouwd met iemand van niet-arische afkomst geen ambt in de kerk mocht bekleden. Christenen van Joodse afkomst die als dominee, jeugdwerker of administrateur in dienst van de kerk waren, zouden hun baan kwijtraken. Niemöller richtte de Pfarrernotbund (een noodbond van predikanten) op om te protesteren tegen de invoering van de Arierparagraph in de kerk.
Hij verzette zich ook tegen Hitler. Op 25 januari 1934 meldde Niemöller zich met een kerkelijke delegatie in de Rijkskanselarij waar Hitler aanwezig was. Göring verscheen met een geheim dossier van een afgeluisterd telefoongesprek. Hitler beet Niemöller toe: "Dit is rebellie, dit aanvaard ik niet. De zorg voor het Derde Rijk laat u maar aan mij over, dan zorgt u voor de kerk."
De Verklaring van Barmen kwam tot stand. Dit is het document van de Bekennende Kirche (Belijdende kerk) oftewel de kerkelijke verzetsbeweging van Duitse protestanten. Zij vinden dat de ‘Deutsche Christen’ met hun nationaalsocialistische instelling de kerk uitgezet moeten worden. Volgens ‘Barmen’ telt er maar één woord: de Heilige Schrift.
De Gestapo hield Niemöller goed in de gaten en luisterde naar al zijn preken. De preek van 19 juni 1937 ging te ver. Het was een tirade tegen Hitler. Deze greep zelf in en verklaarde Niemöller tot zijn persoonlijke gevangene. Hij werd overgebracht naar het concentratiekamp Sachsenhausen, later naar Dachau en zat in totaal zeven jaar vast.
Niemöller dichtte in deze tijd:
  Toen de nazi's de communisten arresteerden heb ik gezwegen;

     ik was immers geen communist.

  Toen ze de sociaaldemocraten gevangenzetten heb ik gezwegen;

     ik was immers geen sociaaldemocraat.

  Toen ze de vakbondslieden kwamen halen heb ik gezwegen;

     ik was immers geen vakbondsman.

  Toen ze de Joden opsloten heb ik gezwegen;

     ik was immers geen Jood.

  Toen ze de katholieken arresteerden heb ik gezwegen;

     ik was immers geen katholiek.

  Toen ze mij kwamen halen

     ...was er niemand meer die nog kon protesteren.
Na de Tweede Wereldoorlog bleef Niemöller waakzaam. Hij bekritiseerde de deling tussen Oost en West, sloot zich aan bij pacifistische organisaties, nam deel aan vredesdemonstraties en was in de jaren 60 actief bezig met het verzet tegen de Vietnamoorlog.
- Bibsys: 90057290
- Bibliothèque nationale de France: cb11948184r (data)
- CiNii: DA06950126
- Gemeinsame Normdatei: 118587900
- International Standard Name Identifier: 0000 0001 1477 8073
- Library of Congress Control Number: n50003848
- Bibliotheek van het Japanse parlement: 00524783
- Nationale Bibliotheek van Tsjechië: skuk0004319
- Nationale bibliotheek van Australië: 35995411
- Nationale Bibliotheek van Israël: 987007266077705171
- Nationale Bibliotheek van Polen: a0000002915008
- Nationale en Universitaire bibliotheek Zagreb: 000140296
- Nederlandse Thesaurus van Auteursnamen: 069649898
- Réseau des bibliothèques de Suisse occidentale: 02-A012372324
- LIBRIS: 315551
- SNAC: w6dn4vs8
- Système universitaire de documentation: 027441091
- Trove: 1177579
- Virtual International Authority File: 94035448
- WorldCat: E39PBJyGT486B6bKbWCmkmBVmd